# アカギヘリコプター
アカギヘリコプターは、東京都江東区新木場の東京ヘリポートに本社を置く日本の航空会社。

## 概要
1988年に設立、ヘリコプターを使用した航空事業を行っている。林業での山林からの木材搬出、建設資材などの資材運搬に実績があり、資材運搬に特化した吊り下げ輸送専用のカマン K-MAX(交差反転式ローター)や、吊り下げ重量5トンのロシア製大型ヘリコプターカモフ Ka-32(二重反転式ローター)などユニークな機材を導入している。
そのほか、人員輸送、航空撮影、レーザー計測などの航空事業や、企業所有機、個人所有機の受託運航も行っている。

### 沿革
- 1988年 - 設立。
- 2001年 - アカギヘリコプターを存続会社としてジャパンロイヤルヘリコプター、インペリアル航空と事業統合。
- 2007年 - 北アルプス水晶岳での死亡事故（後述）により国土交通省から業務改善命令を受ける。
- 2011年 - 高野山金剛峯寺開創1200年記念大法会記念事業で再建される壇場伽藍中門に使用されるヒノキ長大材（樹齢200年～300年）をKa-32で集材。
  - 2013年3月5日 - 関西広域連合と「災害等緊急時におけるヘリコプターの運航に関する協定」を締結[1]。
- 2015年 - 大山観光電鉄の車両更新に伴う旧車両搬出、新車両搬入をKa-32で実施。
- 2019年4月9日 - 設立当初からこれまでに最大9機を運用してきたアエロスパシアルSA315Bラマ 2機(登録番号:JA9397・JA6129)が抹消登録。これにより日本から同機が姿を消した。

## 拠点
東京ヘリポートに本社を置き、運航拠点3箇所（本社含む）、事務所3箇所を有する。
- 東京本社（東京ヘリポート）
  - 東京都江東区新木場4-7-15 北緯35度38分3.2秒 東経139度50分13.1秒
- 奈良基地（奈良県ヘリポート）
  - 奈良県奈良市矢田原町2437 北緯34度39分19.9秒 東経135度53分9.5秒
- 吉野基地
  - 奈良県吉野郡東吉野村中黒1050 北緯34度23分0.4秒 東経135度56分49.9秒
- 名古屋事務所 	
  - 愛知県名古屋市中区丸の内3-6-19-1201 北緯35度10分33.7秒 東経136度54分25.6秒
- 岩手事務所
  - 岩手県遠野市六日町5-24 北緯39度19分44.1秒 東経141度31分22.8秒
- 福岡事務所
  - 福岡県福岡市中央区赤坂1-9-9 北緯33度35分15.5秒 東経130度23分25.5秒

## 機材

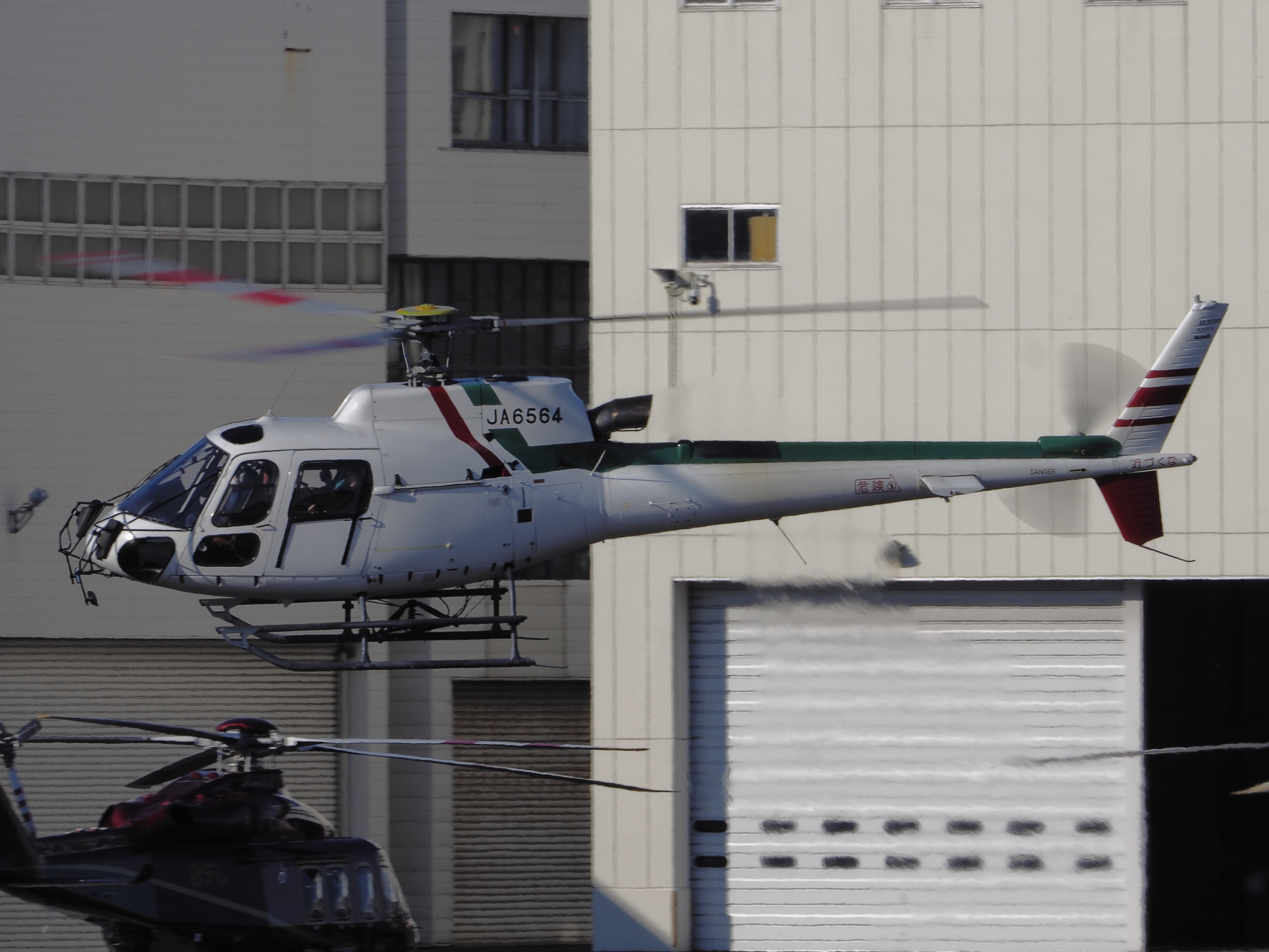
AS350B3 JA6564

2022年時点で11機を運用する。吊り下げ輸送に特化した機体として日本で唯一、カマン K-MAXおよびカモフ Ka-32を導入している。
- アエロスパシアル AS350B/B1/B2 - 3機
- ユーロコプター AS350B3 - 1機
- エアバス・ヘリコプターズ AS350B3 - 1機
- 富士ベル204B-2 - 2機
- ベル212（Eagle Single） - 1機、 元海保機で、 エンジンが双発から単発に改造された
- カマン K-1200（K-MAX） - 2機、交差反転式ローターを採用、吊り下げ輸送に特化した物資輸送専用機
- カモフ Ka-32A11BC - 1機、カモフが開発した二重反転式ローターの大型ヘリ

## 事故・インシデント・不祥事
- 2002年6月28日 - 奈良県宇陀郡御杖村で木材搬出を行っていたSA315BアルウェットIII（JA6143）の吊り荷ワイヤーが作業中のクレーン車と絡まり墜落、大破。機長が重傷を負った。
- 2003年1月1日 - 長野県小県郡真田町の根子岳山頂でスキー客輸送を行っていた富士ベル204B-2（JA9314）がコレクティブ・バウンスによる異常振動で横転、大破。操縦していた機長と降機していた整備士が重傷を負った。
- 2005年10月18日 - 三重県一志郡美杉村で木材搬出を行っていたSA315BアルウエットIII（JA6119）が姿勢を崩して墜落、大破。機長、同乗操縦士が重傷を負った。
- 2006年7月26日 - 茨城県筑西市で薬剤散布を行っていたベル206B（JA9490）が電線に接触して墜落、大破。機長が重傷を負った。
- 2007年4月9日 - 富山県富山市の北アルプス水晶岳の水晶小屋付近で人員輸送を行っていた富士ベル204B-2（JA9203）が、天候の急変によりホワイトアウト状態となり墜落、大破した。搭乗していた10名のうち機長と乗客1名が死亡、8名が重傷を負った。生存者は水晶小屋に避難し、翌日、富山県消防防災航空隊、長野県警察航空隊、長野県消防防災航空隊が連携して順次救出した。事故発生時、同機は乗降の際の利便性のため中央部座席が取り外されているなど、航空法に違反した状態で運航されており、アカギヘリコプターは国土交通省から業務改善命令を受けた[3]。
- 2021年9月20日 - 長野県木曽郡大桑村で木材搬出を行っていたカマン K-1200（JA6200）がホバリング中にエンジンが停止し墜落、大破。機長が軽傷を負った[4]。
- 2022年9月9日 - 奈良基地に勤めていたウクライナ国籍の女性が、同社で上司からパワハラを受け、精神的苦痛を負ったとして550万円の損害賠償を求め、奈良地方裁判所に提訴した[5]。女性は海外との取引業務に従事していたが、2022年2月のロシアのウクライナ侵攻後、ウクライナで罪に問われる可能性があるため、ロシア関連の仕事から外してもらうよう要望したところ「仕事を選ぶ人間」などと書かれたメールを他の従業員に送られた[6]。また、ウクライナ侵攻に関しても女性に聞こえるように「ウクライナも悪い」と発言していた[7]。ウクライナの法律では同年3月からロシアの利益となる行為は反逆罪とされ、帰国後に懲役15年以上の刑を科される恐れがある[8]。また以前から「お前は何もしていないのに何で給料をもらっているのか」「挨拶できひん奴は野良犬と一緒や、俺からしたら。気持ち悪い。人間的に気持ち悪い」などと度重なるパワハラを受けていた[7]。同年10月31日付で、会社側が女性に解決金を支払うことで和解が成立した[9]。